# Фриден, Люк
Люк Фри́ден (фр. и люкс. Luc Frieden; род. 16 сентября 1963, Эш-сюр-Альзетт) — люксембургский политик, юрист, министр в нескольких правительствах, национальный парламентарий, президент Eurochambres (2022—2023), премьер-министр Люксембурга с 2023 года.

## Биография
Он изучал право в Университете Люксембурга и в Университете Пантеон-Сорбонна, который окончил в 1986 году. В 1987 году получил степень магистра права в Кембриджском университете, а год спустя окончил юридический факультет Гарвардского университета.
В 1989—1998 годах занимался адвокатской практикой. Он также читал лекции в Университете Люксембурга и писал статьи по конституционному и банковскому праву. С 1991 по 1994 год он был постоянным комментатором по правовым вопросам и внешней политике на RTL Radio Lëtzebuerg.
В 1994 году он был впервые избран членом Палаты депутатов от Христианско-социальной народной партии. До 1998 года он возглавлял комитет по финансам и бюджету и комитет по конституционным вопросам. Он также был избран в парламент на последующих выборах (1999, 2004, 2009 и 2013 годы), но не имел мандата во время выполнения своих правительственных обязанностей.
В феврале 1998 года Жан-Клод Юнкер назначил его министром юстиции, министром бюджета и министром по связям с парламентом в своём первом кабинете. Люк Фриден был ответственным за введение валюты евро. После выборов июня 1999 года в новом правительстве того же премьер-министра он вновь занял должности министра юстиции и министра казначейства и бюджета. Эту должность он сохранил и на следующий срок после парламентских выборов в июне 2004 года, а до февраля 2006 года также занимал пост министра обороны. В июле 2009 года Жан-Клод Юнкер в своём четвёртом правительстве доверил ему должность, которую он ранее занимал в качестве министра финансов. Он занимал этот пост до декабря 2013 года, когда Христианско-демократическая партия оказалась в оппозиции.
В 2014 году он отошёл от политической деятельности и стал вице-президентом Deutsche Bank. В 2016 году вернулся в Люксембург и занимал руководящие должности в компаниях банковского и медиа-сектора. В 2022 году занял пост президента экономической организации Eurochambres.
В феврале 2023 года он стал основным кандидатом Христианско-социальной народной партии на парламентских выборах того же года, вернувшись таким образом в национальную политику. Также в 2023 году его снова избрали депутатом. Христианские демократы сохранили свой статус крупнейшей партии в парламенте и после нескольких недель переговоров достигли соглашения с Демократической партией бывшего премьер-министра Ксавье Беттеля. Новое коалиционное правительство во главе с Люком Фриденом было приведено к присяге 17 ноября 2023 года.
22 ноября 2023 года Фриден представил в Палате депутатов программу своего правительства на парламентский срок. Прекращение бюрократической волокиты, цифровизация и модернизация были тремя основными концепциями, которые выделялись на протяжении всей речи Фридена.

### Личная жизнь
Люк Фриден женат, отец двоих детей.